# Trochalus kristenseni
Trochalus kristenseni är en skalbaggsart som beskrevs av Moser 1916. Trochalus kristenseni ingår i släktet Trochalus och familjen Melolonthidae. Inga underarter finns listade i Catalogue of Life.